# Honinbó Šúsaku
Honinbó Šúsaku (japonsky: 本因坊 秀策, Hon'inbó Šúsaku, narozen jako Toradžiró Kuwabara 桑原 虎次郎, Kuwabara Toradžiró; 6. června 1829 — 10. srpna 1862) byl profesionálním hráčem go a je považován za nejlepšího hráče zlaté doby go v polovině 19. století.

## Životopis
Byl přezdíván „Nepřemožitelný Šúsaku“ poté co získal skvělé skóre za 19 po sobě jdoucích vítězství v každoročních hradních hrách. Ačkoli ostatní říkají, že nebyl silnější než jeho učitel, Honinbó Šúwa, který podle pravidel nemohl hrát v hradních hrách. Z úcty k učiteli, Šúsaku odmítl proti němu hrát s bílými kameny, takže neexistuje žádný přesný odhad rozdílu jejich sil. Například, Šúsaku měl kladné skóre proti hráči Óta Júzó, ale stále v něm viděl těžkého soupeře, zatímco Šúwa ho porazil snadněji.
Šúsaku je jeden ze dvou hráčů, kteří dostali titul Kisei, ten druhý byl Honinbó Dósaku (1645 - 1702). Tento titul byl zpočátku udělen Honinbó Džówovi, ale jeho politické manévrování způsobilo, že byl titul udělen Šúsakovi.

### Mládí
Narodil se na ostrově Innošima blízko města Onomiči v prefektuře Hirošima japonskému obchodníkovi Kuwahara Wazoovi. Kníže Asano, místní daimjó, se stal jeho patronem, poté co s ním hrál a dovolil mu studovat u svého vlastního osobního trenéra, jímž byl mnich Hošin, profesionální hráč go.
V roce 1837, v osmi letech, měl Šúsaku schopnosti jako profesionální hráč. Opustil domov a odešel do školy Hon'inbó (jednou z nejdůležitějších institucí go v Japonsku, která vychovala spoustu Kisei a mnoho Meidžinů) oficiálně jako student Honinbó Džówy, ale jeho studium probíhalo spíše se staršími studenty. 3. ledna 1840 dostal šodan (první profesionální dan).

### Rychlý vzestup
V roce 1840 Šúsaku opustil Edo a vrátil se domů na jeden rok. V následujících letech si upevnil růst tříd dosahující čtvrtého danu a v roce 1844 se na delší čas znovu vrátil domů. V dubnu až květnu 1846 se vrátil do Edo hrát proti Gennanovi Insekimu, pravděpodobně nejsilnějšímu hráči té doby. Šúsaku hrál dvouhendikep, ale Gennan ho shledal velmi silným, a tak partii odvolal. Novou hru, dodnes známou jako partie červenajících uší, Šúsaku zahájil s černými kameny. Gennan hrál nové džóseki (otevřená variace v rohu) a Šúsaku chybně odpověděl. Bojoval obtížně a ještě v polovině hry všichni, kteří sledovali hru, mysleli, že Gennan vyhrává. Až na jednoho doktora, který se přiznal, že se v go příliš nevyzná, ale zato zpozoroval, že Gennanovi uši po jednom tahu, který Šúsaku zahrál, zrudly. Znamenalo to, že Šúsaku zahrál tah, který Gennana překvapil. Nakonec Šúsaku vyhrál o dva body. Tato partie je jedna z nejslavnějších.
Po návratu do Edo, Šúsaku nejen že dostal 5. dan, ale byl oficiálně prohlášen dědicem Honinbó Šúwy, jenž se stal hlavou domu Honinbó. Šúsaku zpočátku odmítl z důvodu svých závazků ke knížeti Asanovi. Poté, co se problém urovnal, Šúsaku přijal.
Jako oficiální dědic Honinbóova domu, měl Šúsaku vysokou pozici. Jeho třída také vzrostla na konečný 7. dan, ačkoli nebylo známo přesně kdy. Někteří říkají, že v roce 1849, zatímco jiní říkají, že v roce 1853. Po zesílení, když si jeho hlavní rival a přítel Óta Júzó vzal hendikep, byl všeobecně považován za nejsilnějšího hráče s výjimkou Šúwy.
V roce 1862 vypukla v Japonsku epidemie cholery. Šúsaku dohlížel na pacienty uvnitř Honinbova domu a sám onemocněl. Zemřel 10. srpna.
Šúsakovo jméno je spojováno s Šúsakovým zahájením, metodou zahájení hry pro černého, již dotáhl k dokonalosti a která byla až do 30. let 20. století nejpoužívanější a nejpopulárnější metodou zahájení hry.

### Sandžúbango
V roce 1853 hrála skupina hráčů v sídle v Edu. Těmito hráči byli Jasui Sanči, Ito Šówa, Sakaguči Sentoku, Hattori Seitecu a Óta Júzó. Mluvili o Šúsakovi a přišli na to, že je Šúsaku nejsilnějším hráčem té doby, ale Óta Júzó nesouhlasil. Řekl, že je teprve uprostřed sérií her, které s ním hraje. Akai Gorosaku, který byl slavným sponzorem go oněch časů, to slyšel a rozhodl se sponzorovat neslýchané sandžúbango mezi Ótou a Šúsaku. Bitva začala v roce 1853. Óta Júzó byl 46 let starý a dosáhl 7. danu, zatímco Šúsaku byl 24 let starý a měl 6. dan. Hry byly hrány jednou týdně, rychleji než běžné džúbango. Júzó na tom byl až do jedenácté hry dobře, ale poté se situace změnila. Po sedmnácté hře prohrával Óta Júzó o čtyři hry. 21. hra se hrála v červenci, ale 22. se nehrála až do srpna toho roku, důvod však není znám. 22. hra se hrála v Ótově domě, čímž se lišila od předchozích her, které se konaly na mnohem neutrálnějších místech. Óta opět prohrál a dějiště hry bylo přesunuto na neutrálnější místo. Věří se nicméně, že výsledek 23. hry byl předem domluven. Trvala skoro 24 hodin a skončila nerozhodně. To zachránilo Óta od ponížení. Tolik to bylo považováno uhrání remízy za bílého za velký čin, že to bylo použito spolu s Šúsakovým odvoláním na hradní hry, jako omluva za odložení dalšího zápasu.